# Cleitamia rivellioides
Cleitamia rivellioides är en tvåvingeart som beskrevs av Osten Sacken 1881. Cleitamia rivellioides ingår i släktet Cleitamia och familjen bredmunsflugor. Inga underarter finns listade i Catalogue of Life.